# Lettische SS-Verbände

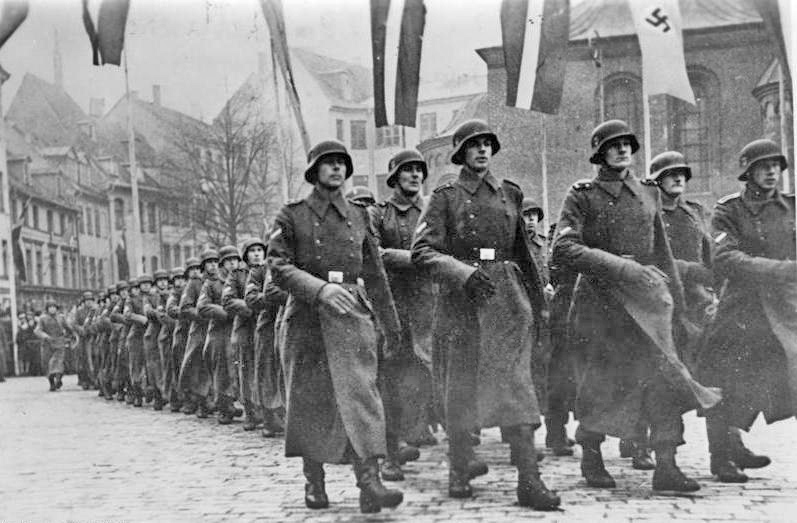
Formationen der lettischen Waffen-SS-Freiwilligenlegion auf dem Weg zum Appell anlässlich des 25. Jahrestages der Unabhängigkeitserklärung der Republik Lettland am 18. November 1943. Bei den herabhängenden gestreiften Fahnen handelt es sich um die rot-weiß-rote Nationalfahne der souveränen Republik Lettland

Während des Zweiten Weltkrieges wurden nach der deutschen Besetzung Lettlands 1941 lettische Freiwillige aufgerufen, sich dem deutschen Krieg gegen die Sowjetunion anzuschließen. Später unterlagen alle lettischen Männer der Wehrpflicht und dienten in deutschen oder lettischen Verbänden.
Insgesamt standen etwa 160.000 Letten während des Krieges in deutschen Diensten. Die meisten von ihnen gehörten zur Waffen-SS, in die sie freiwillig eintraten oder aber zwangseinberufen wurden.

## Geschichtliche Hintergründe
Das Gebiet der Lettischen Sowjetrepublik wurde im Sommer 1941 von der Wehrmacht erobert. Es wurden in vielen Städten Polizei-, Selbstschutz- und Ordnungsdienst-Bataillone aufgestellt. Diese Verbände waren zuerst als Hilfstruppen und für Polizeiaufgaben im Hinterland vorgesehen. Manche der Bataillone wurden zur Partisanenbekämpfung im Generalbezirk Weißruthenien eingesetzt. Bei dem Massaker von Rumbula an lettischen und deutschen Juden am 29. November und 8. Dezember 1941 bediente sich der Sicherheitsdienst des Reichsführers SS unter anderem einiger dieser Polizei-Bataillone.

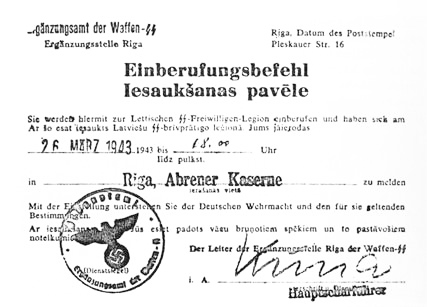
Einberufungsbefehl zur Lettischen SS-Freiwilligen-Legion, März 1943

Aufgrund des ungünstigen Kriegsverlaufs wurde beschlossen, die militärische Kapazität Lettlands zu nutzen. Nach der deutschen Niederlage in der Schlacht von Stalingrad befahl Hitler am 10. Februar 1943 die Aufstellung einer lettischen SS-Freiwilligenlegion. Für sie wurde auf vier Bataillone lettischer Selbstschutztruppen zurückgegriffen, die bereits zuvor schon im Rahmen der 2. SS-Brigade eingesetzt worden waren. Um auf Divisionsstärke zu kommen, wurden Freiwillige über die Zwangsverpflichtung zum Arbeitsdienst mobilisiert. Die lettische Legion (lettisch: Latviešu leģions) erhielt etwa 17.900 Mann. Himmlers Forderung nach weiteren 20.000 Mann übernahm die lettische Selbstverwaltung in der Hoffnung auf Erfüllung ihrer politischen Forderungen nach einem freien Lettland. Sie rief einige Jahrgänge zur Musterung auf, von denen 5.167 zum Wehrdienst einberufen wurden. Aus der mit Freiwilligen aufgefüllten lettischen Legion wurde die 15. Waffen-Grenadier-Division der SS „Lettland“ (lettische Nr. 1) gebildet. Die 19. Waffen-Grenadier-Division der SS (lettische Nr. 2) wurde Anfang 1944 aus drei lettischen Polizeibataillonen und neu gemusterten Rekruten gebildet.
Zur Kennzeichnung trugen die lettischen SS-Männer ein Hakenkreuz am rechten Kragenspiegel sowie die lettische Fahne am linken Ärmel.
Zwölf lettische Freiwillige erhielten das Ritterkreuz des Eisernen Kreuzes, sechzehn das Deutsche Kreuz in Gold und neun Letten wurden mit der Ehrenblattspange ausgezeichnet.
Mehr Hintergrundinformationen – unter anderem auch zur Motivation der Freiwilligen – siehe unter Ausländische Freiwillige der Waffen-SS.

## Kriegsverbrechen von später in die Freiwilligenlegion eingegliederten lettischen Einheiten
In die Lettische Legion wurden 1943 und 1944 Angehörige lettischer Strafkommandos der Sicherheitspolizei SD eingegliedert, die zwischen 1941 und 1943 an Einsätzen zur Durchführung von Massenmorden an der Zivilbevölkerung in Lettland, Russland und Weißrussland beteiligt gewesen sowie für Massenerschießungen im Wald von Biķernieki und zur Bewachung von Todeslagern und des Konzentrationslagers in Salaspils eingesetzt worden waren.
1942 verbrannten die lettischen Sonderkommandos das Dorf Fjodorowka im Tschudskoj Rajon des Nowgoroder Gebietes und die Siedlung Osno. In den Ortschaften Lubnizy, Osez, Kretschno (60 km nordwestlich von Nowgorod). Im Lager für Kriegsgefangene in Krasnoje Selo unweit von Leningrad verübten sie Massenbrandstiftungen und Erschießungen.
Für die Beihilfe bei der Vernichtung der Zivilbevölkerung wurde dem bekanntesten Führer der lettischen Strafkommandos Viktors Arājs 1942 der Rang eines SS-Sturmbannführers verliehen, 1943 wurde er mit dem Kriegsverdienstkreuz mit Schwertern ausgezeichnet.

## Nach dem Krieg
Mit der Kapitulation gerieten etwa 25.000 bis 30.000 lettische Militärangehörige in die Kriegsgefangenschaft der Westmächte. Diese wurden 1946 zum Großteil entlassen. Die meisten von ihnen emigrierten später nach Übersee.
In Kriegsgefangenschaft in der Sowjetunion gerieten etwa 50.000 lettische Soldaten. Diese wurden in sogenannten Filtrationslagern verhört und gerichtlich verurteilt. Als belastend galt besonders der Kampf gegen Partisanen, der Erwerb von Orden etc. In sowjetischer Gefangenschaft wurden etwa 25 Prozent von ihnen hingerichtet bzw. kamen infolge der Haftbedingungen um. Den Überlebenden wurde nach Verlauf der Strafe oder Amnestie die Rückkehr nach Lettland erlaubt. Eine ehemalige SS-Zugehörigkeit galt als Makel, der einem beruflichen Aufstieg im Weg stand.
Im Kriegsgefangenenlager Zedelgem waren 1945 etwa 12.000 lettische Militärangehörige interniert. Am 28. Dezember wurde von ihnen die Organisation Daugavas Vanagi (Düna-Falken) als Hilfsverband für ehemalige Kriegsteilnehmer und ihre Familienangehörigen gegründet. 1952 wurde von der Organisation der 16. März als Gedenktag der Gefallenen vorgeschlagen.

## Umgang mit der Geschichte
Seit 1990 der Erneuerung der Unabhängigkeit Lettlands wurden die „Legionäre“ von Teilen der lettischen Bevölkerung als Freiheitskämpfer angesehen und geehrt, da sie nicht für die NS-deutsche, sondern für die lettische Sache gegen die Rote Armee gekämpft hätten. So zitiert Regierungsrat Friedrich Trampedach in einem Schreiben an den Reichsminister für die besetzten Ostgebiete vom 26. Oktober 1943 den Bericht des Kommandeurs der Sicherheitspolizei und des SD in Lettland vom 1. August 1943: „Es ist auffällig, daß die Angehörigen der an der Front stehenden lettischen Brigaden – beeindruckt durch das gemeinsame Fronterlebnis – für ein unbedingtes Zusammengehen der Deutschen und Letten eintreten, während sich bei den in der Heimat in Ausbildung befindlichen Einheiten – vornehmlich im Offizierskorps – eine kraß nationalistische Einstellung und Ablehnung alles Deutschen immer stärker bemerkbar macht. Das Offizierskorps steht offensichtlich unter einem wachsenden Einfluß chauvinistischer Kreise. Das macht sich in einer zunehmenden Disziplinlosigkeit und in einer Häufung deutschfeindlicher Äußerungen bei den Mannschaften bemerkbar.“ Bereits in seinem Bericht über die politische Lage in Lettland vom 16. August 1941 hatte Trampedach (vergeblich) gewarnt: „Eine Aufstellung geschlossener lettischer Verbände für den Kampf gegen den Bolschewismus halte ich für einen schweren Fehler. Wie die Litauer aus dem Kampf ihrer Partisanen das moralische Recht auf ihre Selbständigkeit herleiten, würden es die Letten aus dem Kampf ihrer Verbände auch tun.“
Der 16. März, an dem 1944 die beiden lettischen Divisionen im selben Frontbereich kämpften, wird als Leģionāru piemiņas diena (Gedenktag der Legionäre) begangen. Er war von 1998 bis 1999 offizieller Gedenktag, musste aber auf Druck Russlands aufgehoben werden. An einer Veranstaltung von Veteranen der Legion in Lestene nahmen neben Vertretern der radikal-nationalistischen politischen Kräfte Lettlands auch die damalige Kulturministerin Ingūna Rībena und der Exekutivsekretär des Verteidigungsministeriums für Integrationsfragen in der NATO, Raimonds Graube, teil. Eine Ehrenkompanie der nationalen Streitkräfte Lettlands erwies den gefallenen Legionären Ehrenbezeugungen. Auf dem Brüderfriedhof (Riga) erinnert eine Denkmalanlage an die lettischen Freiwilligen. Viele ihrer Gefallenen sind hier beigesetzt.
Bis heute ziehen die Veteranen und Sympathisanten der ehemaligen „Lettischen Legion“ jedes Jahr organisiert von der Veteranenvereinigung Daugavas Vanagi (Düna-Falken) am 16. März durch die Innenstadt von Riga. Im Jahr 2012 beteiligten sich rund 1500 Menschen, meist aus der Generation der Kinder und Enkel, an dem Aufmarsch, der von der Veteranenvereinigung, von einem nationalistischen Jugendverband und der Partei Alles für Lettland organisiert wird. Staatspräsident Andris Bērziņš sagte 2012, man solle sich vor den Legionären verneigen – sie hätten schließlich „für ihr Vaterland“ gekämpft. Am 14. März 2014 wurde der bisherige Umweltminister Einārs Cilinskis von Ministerpräsidentin Laimdota Straujuma entlassen. Er hatte angekündigt, wie in den Jahren zuvor am Gedenkmarsch zum Freiheitsdenkmal teilzunehmen.
Bis heute erhalten kriegsversehrte lettische Angehörige der Waffen-SS aus Deutschland eine Rente.